# Robbie Savage
Robert William „Robbie“ Savage (* 18. Oktober 1974 in Wrexham) ist ein walisischer Fußballspieler. Zumeist im Mittelfeld eingesetzt, verbrachte der bei Manchester United ausgebildete 39-fache walisische Nationalspieler in den fünf Jahren zwischen 1997 und 2002 bei Leicester City seine sportlich beste Zeit und gewann dort im Jahr 2000 den Ligapokal. Nach weiteren Stationen in Birmingham (2002–2005) und Blackburn (2005–2008) war dann Derby County zwischen 2008 und 2011 Savages letzter Arbeitgeber. Sowohl seine Spielweise als auch das Verhalten außerhalb des Platzes gab häufig Anlass für Kontroversen. Während er bei seinen jeweils aktuellen Fans aufgrund des kämpferischen Einsatzes in der Regel sehr beliebt war, beschuldigten ihn Teile der Medien und Gegner, häufig unfair zu agieren und mit theatralischen Gesten rote Karten und Elfmeter provozieren zu wollen.

## Werdegang

### Jugendzeit
Der im walisischen Wrexham geborene Robbie Savage war bereits früh im Schulsport ein talentierter Fußballer, der als Zweitklässler in einer Mannschaft von Viertklässlern spielte. Zu den ersten Stationen im Vereinsfußball zählten Llay United und Bradley Youth. Dabei stellte er – zunächst als Stürmer eingesetzt – im Alter von elf Jahren mit 74 Toren in 28 Spielen für Llay United einen neuen Rekord in der Region auf. Die Bradley-Jugendmannschaft wurde gelegentlich von seinem Vater trainiert und als er dort 13 Jahre alt war, bot man ihm an, die Jugendakademie des englischen Klubs Crewe Alexandra zu besuchen.
Savage nahm an, aber es dauerte nicht lange, bis auch Manchester United auf eines der größten walisischen Talente des Jahrgangs aufmerksam wurde. Im Juni 1988 luden ihn die Verantwortlichen der Nachwuchsabteilung von „United“ zu einem Probetraining ein und später (sechs Tage vor seinem 14. Geburtstag) unterzeichnete Savage einen ersten Ausbildungsvertrag. Zu seinen ersten Trainermentoren in Manchester zählten die früheren Profispieler Nobby Stiles und Brian Kidd und gemeinsam mit Spielern wie David Beckham, Ryan Giggs, Paul Scholes und Nicky Butt gewann er 1992 den FA Youth Cup.

#### Profikarriere

##### Manchester United (1993–1994)
Der Sprung in den Erwachsenenbereich von Manchester United blieb ihm jedoch vorenthalten und in der Saison nach dem Ende der Ausbildung im Jahr 1993 blieb er in der ersten Elf stets unberücksichtigt. Trainer Alex Ferguson eröffnete ihm schließlich, dass er bereits über bessere Stürmer verfügte und legte ihm deswegen einen Vereinswechsel nahe. Weiteres Unglück folgte, als Savage unmittelbar nach der enttäuschenden Entscheidung schwer mit dem Auto verunglückte und ins Krankenhaus eingeliefert werden musste. Dort meldete sich Dario Gradi vom Ex-Klub und gerade in die dritte Liga aufgestiegenen Crewe Alexandra, was wiederum zu einer vertraglichen Übereinkunft im Juli 1994 führte.

##### Crewe Alexandra (1994–1997)
In seiner ersten Profisaison 1994/95 bestritt Savage sechs Drittligapartien und schoss zwei Tore, was vergleichsweise wenig war, da er bereits häufiger in der walisischen U-21-Auswahl und im Fokus der A-Mannschaft stand. Für den entscheidenden Impuls sorgte dann, dass er in der Saison 1995/96 von der Stürmerposition ins Mittelfeld zurückgezogen wurde, wodurch seine Stärken bei der Tempoaufnahme mit dem Ball mehr zum Tragen kamen. Gleichzeitig erhielt er sich seine Torgefährlichkeit und steuerte sieben Ligatore in 30 Partien bei. Größter Erfolg in den drei Jahren in Diensten von Crewe Alexandra war für Savage 1998 der Aufstieg in die zweitklassige First Division, was dem Verein erstmals nach 101 Jahren wieder die Teilnahme an der zweiten Liga ermöglichte.

##### Leicester City (1997–2002)

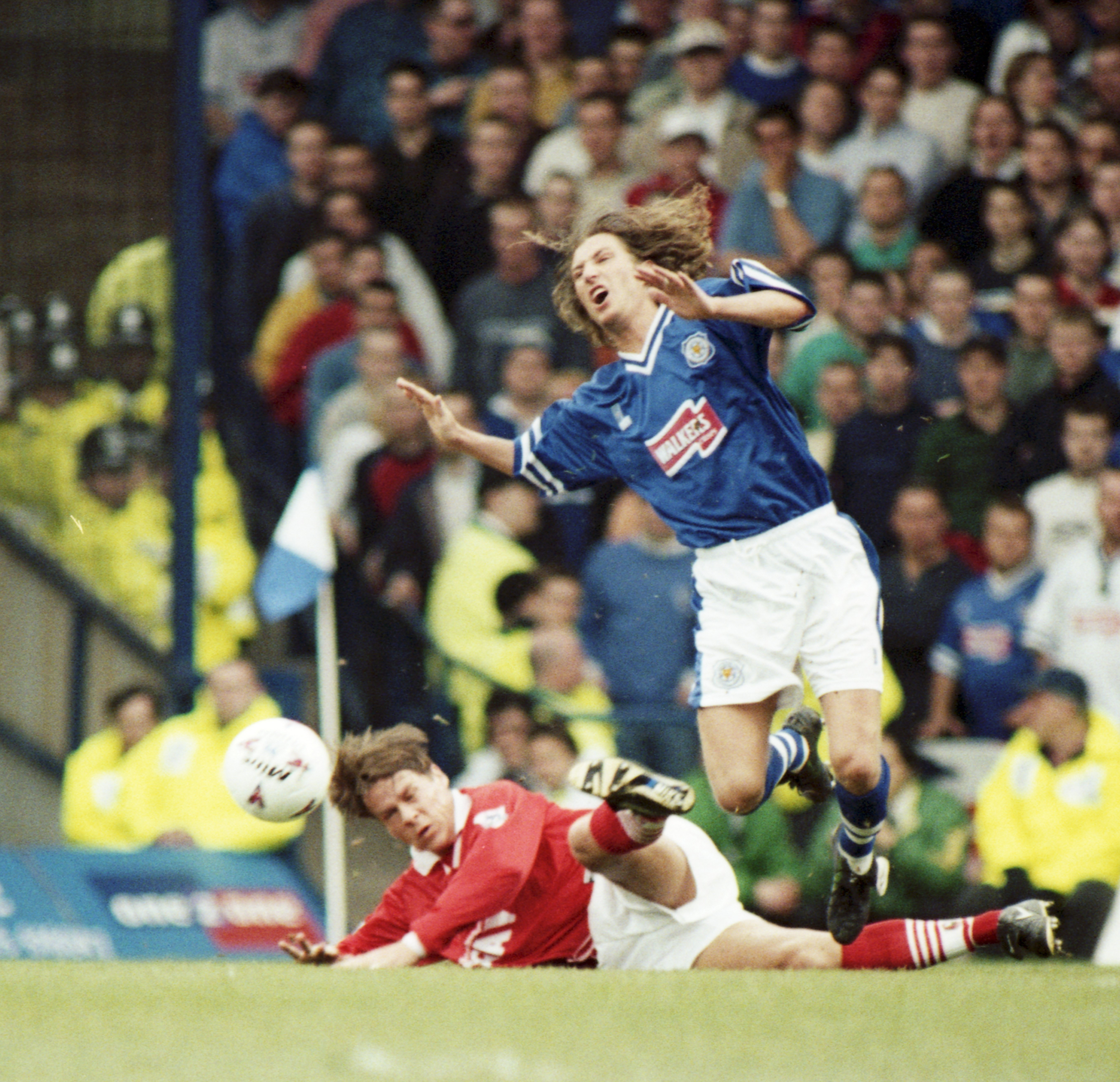
Robbie Savage (rechts im Bild) in der Saison 1997/98 für Leicester City.

Im Juli 1997 wechselte Savage für 400.000 Pfund in die Premier League zu Leicester City. Dort saß der „Rechtsfuß“ zunächst häufig auf der Ersatzbank, bevor er sich mit guten Darbietungen für die erste Elf von Trainer Martin O’Neill empfahl und neben dem rechten Mittelfeld auch vermehrt die Rolle des offensiven rechten Außenverteidigers als sogenannter „Wingback“ bekleidete. Den endgültigen Durchbruch in der englischen Eliteklasse bewerkstelligte Savage spätestens in der Saison 1998/99, wobei er neben den sportlichen Meriten auch zunehmend auf und außerhalb des Platzes für Schlagzeilen sorgte. Besonders negativ ausgelegt wurde sein unsportliches Verhalten im Ligapokalfinale gegen Justin Edinburgh von Tottenham Hotspur, als er trotz nur minimalen Kontakts erfolgreich eine rote Karte provozierte. Obwohl er anschließend selbst massiv von Gegenspielern angegangen wurde, zeigte er insgesamt eine gute Leistung, die aber die 0:1-Niederlage auch nicht verhinderte.
Bereits ein Jahr später kam die Gelegenheit zu Revanche, da Savage mit Leicester City im Jahr 2000 ein weiteres Mal ins Ligapokalendspiel einzog. Dort gewannen die „Foxes“ gegen den Außenseiter Tranmere Rovers mit 2:1. Zuvor hatte er im Halbfinale gegen Aston Villa für die entscheidende Flanke zum 1:0-Siegtreffer von Matt Elliott gesorgt und während der Meisterschaftsrunde war er einer der wenigen Leistungsträger, die in der durch Verletzungen deutlich dezimierten Mannschaft übrig geblieben waren. Mittlerweile hatte sich Savage beim Anhang von Leicester City den Status einer „Kultfigur“ erarbeitet und nach dem Weggang von Neil Lennon nahm auch mannschaftsintern sein Stellenwert weiter an Bedeutung zu, was sich darin äußerte, dass er nun häufiger als zuvor im gegnerischen Strafraum zu finden war. Ein Knorpelschaden sorgte für eine kurze Unterbrechung, aber zur großen Überraschung dauerte die Pause nach dem operativen Eingriff nur 17 Tage. Mit dem sportlichen Niedergang von Leicester City in der Saison 2001/02 ging auch Savages Zeit dort zu Ende. Der Verein landete am Ende auf dem letzten Platz in der Premier League und auch die Form des Walisers, der zeitweise das Kapitänsamt übernommen hatte, passte sich zumeist dem schwachen Niveau an. Für 2,5 Millionen Pfund wechselte er Ende Mai 2002 zu Birmingham City, das seinerseits gerade erst in die höchste englische Spielklasse aufstiegen war.

##### Birmingham City (2002–2005)
In der Mittelfeldzentrale war Savage sofort Stammspieler bei den „Blues“ und Vorbild für seine Nebenmannen in Bezug auf Einsatzwillen und Tempo. Von der gelegentlich übertriebenen Härte seiner Gegenspieler ließ er sich nur selten verunsichern, führte den Aufsteiger in der Saison 2002/03 zum sicheren Klassenerhalt und holte sich die vereinsinterne Auszeichnung zum Spieler des Jahres. Als Pass- und Taktgeber des Aufbauspiels in Birmingham war er in seinem zweiten Jahr trotz anfänglicher Vorbehalte nun Publikumsliebling, obwohl seine hohe Anzahl an Verwarnungskarten den positiven Eindruck etwas eintrübte. Nach einem guten Start in die Saison 2004/05 verschlechterte sich das Betriebsklima zwischen Savage und der Vereinsführung von Birmingham City aber plötzlich. Savage bat im Januar 2005 darum, den Verein wechseln zu dürfen, worauf er für das folgende Spiel gegen die Bolton Wanderers aus dem Kader gestrichen und in die Reservemannschaft degradiert wurde. Dessen ungeachtet gewann Savage schließlich den Machtkampf und durfte in der Wintertransferperiode am 19. Januar 2005 für eine Ablösesumme von 3,1 Millionen Pfund beim Ligakonkurrenten Blackburn Rovers einen neuen Vertrag unterzeichnen.

##### Blackburn Rovers (2005–2008)
Die Rückrunde der Saison 2004/05 verlief für Savage beim neuen Arbeitgeber jedoch enttäuschend. Bereits zu Beginn hatte er sich an der Leiste verletzt, konnte sich den gewohnten Fitnesslevel nicht mehr zurückarbeiten und stand in nur neun Ligapartien auf dem Platz. Auch in der anschließenden Spielzeit 2005/06 war man in Blackburn noch nicht überzeugt, welche Rolle er im Team seines Trainers und Landsmanns Mark Hughes einnehmen sollte und nach weiteren formschwachen Darbietungen fand sich Savage vorübergehend auf der Ersatzbank wieder. Über diese Krise hinweg verhalf ihm erneut seine kämpferische Einstellung, wobei charakteristisch für sein Spiel die Eigenart war, dem jeweiligen Gegenspieler hartnäckig nachzustellen und ihn gegebenenfalls über weite Strecken des Felds zu „jagen“. Die wohl besten Leistungen in Blackburn zeigte Savage zu Beginn der Saison 2006/07, als er mit seiner Spielweise das Offensivpressing seiner Mannschaft prägte und Tore im UEFA-Pokal gegen Wisła Krakau und Red Bull Salzburg erzielte. Mit seinem Beinbruch aus dem Spiel gegen den FC Watford im Januar 2007 endete die Runde für ihn dann aber vorzeitig. Die Befürchtungen hinsichtlich seiner vollständigen Wiederherstellung erhielten kurz nach Beginn der Saison 2007/08 weitere Nahrung, als er nach einem Zweikampf mit Richard Dunne bereits nach 17 Minuten das Feld wieder verlassen musste. Bis Ende Oktober 2007 verlor er dann seinen Stammplatz an den Südafrikaner Aaron Mokoena und im Glauben, dass Savage an sein temporeiches Spiel nicht mehr anknüpfen könne, ließ man ihn Anfang Januar 2008 für 1,5 Millionen Pfund zum abgeschlagenen Erstliga-Schlusslicht Derby County weiterziehen.

##### Derby County (2008–2011)

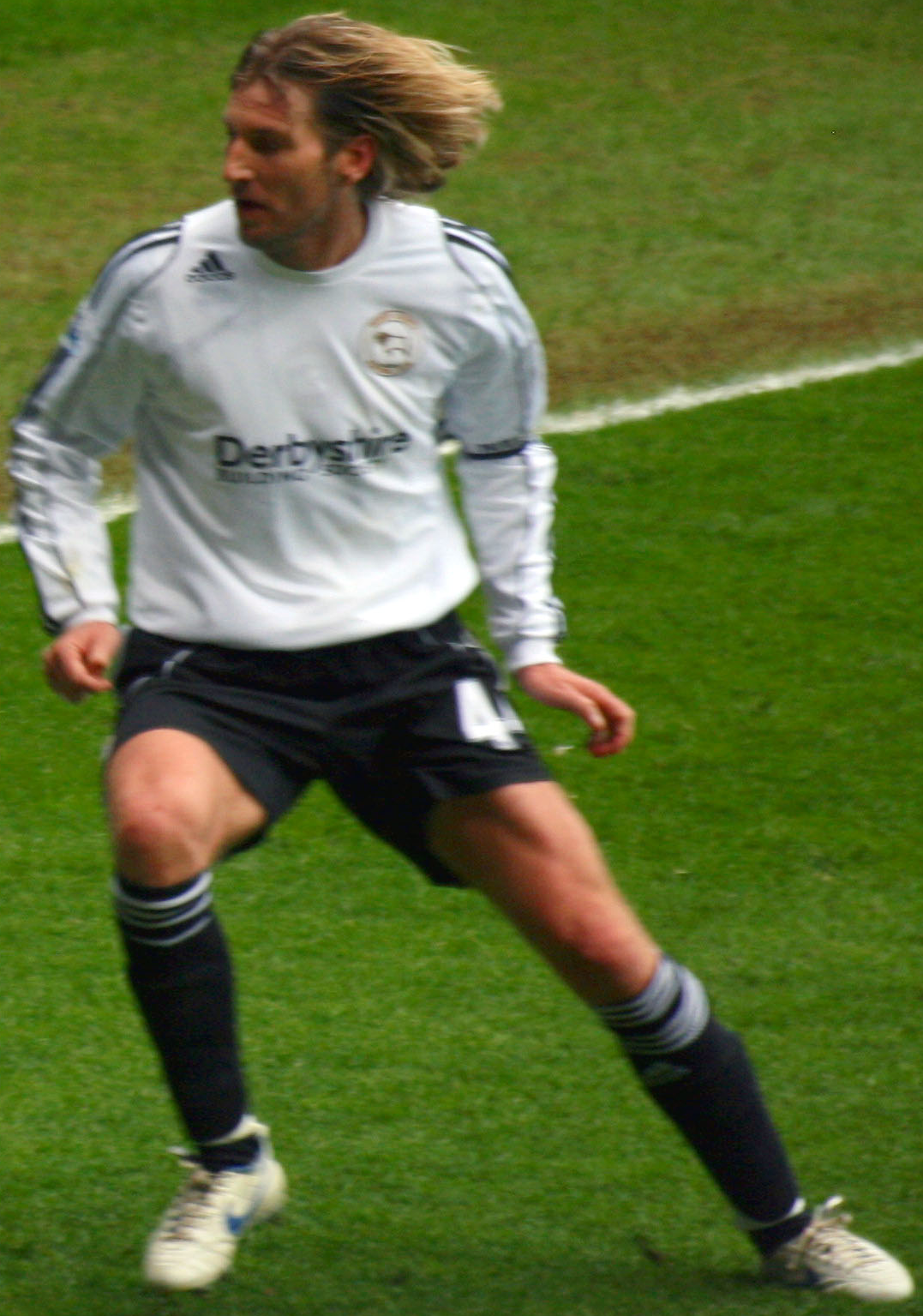
Robbie Savage im Dress von Derby County (Saison 2007/08).

Trainer Paul Jewell ernannte Savage sofort zum Kapitän, da er mit der Wahl einer „extrovertierten Persönlichkeit“ ein positives Zeichen setzen wollte. Der Klassenerhalt hatte sich jedoch bereits zu einer „Mission imposible“ entwickelt und Ende März 2008 war der Abstieg frühzeitig besiegelt. Dabei hatten Savage seine anfänglich schwächeren Darbietungen derart nachdenklich gestimmt, dass er Teile des Gehalts für wohltätige Zwecke des Vereins spendete. In der Football League Championship angekommen fiel Savage nach einer 0:1-Heimniederlage gegen den FC Southampton – wie auch einige Mitspieler – bei Jewell in Ungnade und im Oktober 2008 wurde er gar für einen Monat auf Leihbasis an den Drittligisten Brighton & Hove Albion „abgeschoben“. Erst als Nigel Clough im Januar 2009 Jewell als Trainer nachfolgte, kehrte Savage in die Mannschaft zurück, da man auf seine Erfahrung baute. Als es schließlich darum ging, Derby County vor dem Sturz in die Drittklassigkeit zu bewahren, war der mit neuem Selbstbewusstsein ausgestattete Savage erneut ein entscheidendes Element. Im August 2009 übernahm Savage das Kapitänsamt von Paul Connolly. Er verpasste während der gesamten Spielzeit 2009/10 nur ein einziges Pflichtspiel (durch eine Sperre) und sorgte mit seinem besonnenen Passspiel dafür, dass sich die Mannschaft im gesicherten Mittelfeld der Liga konsolidierte. Für seine Leistungen gewann er außerdem die klubinterne Wahl zum besten Spieler der abgelaufenen Saison. Mit nur einem Sieg in den ersten sieben Ligaspielen der Saison 2010/11 geriet der gleichsam formschwach agierende Savage aber postwendend wieder in eine sportliche Krise. Das Ende seiner Zeit in Derby zeichnete sich nun ab und nach einigen Gedankenspielen hinsichtlich eines Wechsels in die nordamerikanische Major League Soccer zu den Vancouver Whitecaps zog er es vor, nach dem Ende der Spielzeit die Fußballerlaufbahn komplett zu beenden. Geprägt wurde diese Entscheidung durch seine berufliche Neuorientierung hin zu den Medien als künftiger Radio- und Fernsehexperte. Im November 2019 gab er sein Comeback beim in der zehntklassigen North West Counties Football League Division One South spielenden Klub Stockport Town.

### Walisische Nationalmannschaft
Zwischen 1995 und 2004 absolvierte Savage 39 A-Länderspiele für Wales, in denen ihm zwei Tore gelangen. Er debütierte am 15. November 1995 unter Trainer Bobby Gould in der EM-Qualifikation gegen Albanien in Tirana (1:1). Dabei wurde er als Einwechselspieler für Mark Bowen ab der 21. Minute eingesetzt. Obwohl er zu diesem Zeitpunkt nur in der dritthöchsten englischen Liga agierte, folgten weitere Einsätze von der Bank und bei seinem fünften Länderspiel am 27. Mai 1997 gegen Schottland (1:0) stand er erstmals in der Startelf. Knapp drei Monate später schoss er – mittlerweile bei Leicester City in der Premier League unter Vertrag – sein erstes Tor für Wales, als die „Dragons“ in einer spektakulären Qualifikationspartie in der Türkei mit 4:6 unterlagen. Ähnlich wie im Vereinsfußball, bot Savage auch in der Nationalmannschaft gelegentlich Anlass für Kontroversen. Mediale Aufmerksamkeit zog dabei im September 1998 sein Disput mit Trainer Gould im Vorfeld der Partie gegen Italien auf sich, als er während eines Interviews scherzhaft ein Trikot von Paolo Maldini wegwarf, was wiederum Gould dazu veranlasste, Savage wegen Respektlosigkeit in den frühen Morgenstunden zu maßregeln und kurzzeitig zu suspendieren – was nach Fürsprache seiner Mannschaftskollegen jedoch wieder aufgehoben wurde.
Die Teilnahme an einer Welt- oder Europameisterschaftsendrunde blieb ihm versagt, da Wales – wenngleich unter Gould-Nachfolger Mark Hughes zwischen 1999 und 2004 eine deutliche sportliche Weiterentwicklung zu verzeichnen war – stets in den Qualifikationsrunden scheiterte. Am nächsten kam er seinem Ziel im Jahr 2003, als Wales aussichtsreich in der Qualifikation für die Euro 2004 lag, dann aber im November in den Play-off-Spielen an Russland scheiterte. Als kurz nach seinem 39. Länderspiel am 13. Oktober 2004 gegen Polen (2:3) Hughes durch John Toshack ersetzt wurde, endete Savages Nationalmannschaftskarriere. Toshack hatte vor seinem Amtsantritt stets zu den größten Kritikern von Robbie Savage gehört. Dieser warf ihm später öffentlich vor, dass anstelle der fußballerischen Qualitäten charakterliche Aspekte in den Vordergrund gestellt wurden und dass Toshack fürchtete, Mitspieler würden zu sehr von ihm beeinflusst werden.

## Titel/Auszeichnungen
- Englischer Ligapokal (1): 2000
- FA Youth Cup (1): 1992